# Combate de Hualqui
El Combate de Hualqui fue una batalla de la Patria Nueva chilena ocurrida en el marco de la llamada Guerra a Muerte, desarrollada el 20 de noviembre de 1819.
Los contendientes eran el realista Vicente Benavides, con una fuerza de cincuenta hombres, fusileros y caballería, que asaltaba el pueblo de Hualqui, y el defensor de esta plaza, oficial del batallón n.º 1 de Chile, José Tomás Huerta, con una fuerza que era la mitad de la de Benavides.
Huerta, despreciando las trincheras donde el enemigo se había parapetrado, atacó con tal furia a los asaltantes que les hizo 24 bajas y les tomó tres prisioneros.
Como Hualqui estaba muy cerca de Concepción, el tiroteo se oyó desde ésta, saliendo la guarnición en ayuda de Huerta. Ramón Freire al día siguiente ordenaría el fusilamiento en la plaza de Concepción de los tres prisioneros: un oficial y dos soldados.